# Dieter Withum

Dieter Withum (1976)

Dieter Anton Franz Withum (* 29. September 1928 in Duisburg; † 25. Juni 1979 in München) war ein deutscher Bauingenieur und Universitätsprofessor für Strömungsmechanik, Elektronisches Rechnen im Bauwesen und Baumechanik/Statik.

## Werdegang und Beruf
Withum studierte Bauingenieurwesens an der TH Hannover mit der Vertiefungsrichtung Konstruktiver Ingenieurbau. Nach seinem Diplom-Examen war er dort von 1953 bis 1957 Wissenschaftlicher Assistent bei Alf Pflüger,
Ordinarius des Lehrstuhls für Statik.
Im Jahre 1957 erfolgte seine Promotion über die Berechnung von Kreiszylinderschalen unter Schubbeanspruchung.
Danach übte er bis 1965 seinen Ingenieurberuf in der Industrie als Prokurist bei der Bauunternehmung Ed. Züblin in Duisburg aus. Er leitete das Duisburger Recheninstitut (DRI) und initiierte die neue Entwicklung effizienter Software-Konzepte für numerische Methoden im Bauwesen auf digitalen Rechenanlagen.
Die Venia legendi für das Fach Mechanik erwarb er 1965 an der TH Hannover in der Fakultät für Bauwesen mit einer Habilitationsschrift über die freigelagerte Quadratplatte unter Einzellast.
Danach war er Privatdozent, ab 1966 Hochschuldozent der TH Hannover und engagierte sich als Mitglied in der Gesellschaft für Angewandte Mathematik und Mechanik (GAMM).
Während dieser Zeit befasste er sich damals schon frühzeitig mit der Methode der finiten Elemente (FEM) – auch Methode der endlichen Elemente genannt – und veröffentlichte bereits 1966 ein neues kompatibles, dreieckförmiges Plattenelement mit 21 Freiheitsgraden für die statische Berechnung von Platten nach dem Ritzschen Verfahren.
Innovativ war auch sein Ansatz für eine problemorientierte Sprache zur elektronischen Berechnung von räumlichen Stabtragwerken (RASTA) mittels einer effektiven Verknüpfung des abschnittsweisen Übertragungsverfahrens mit der elementorientierten Deformationsmethode, vgl. Meißner/Maurial.
Auf dem Gebiet der Strömungsmechanik war er in Deutschland der erste, der die FE-Methode für die Berechnung von Grund- und Sickerwasserströmungen entwickelte.
Anfang 1968 wurde er als Ordinarius auf den Lehrstuhl für Strömungsmechanik der TH Hannover berufen. Er gründete dort im Fachbereich Bauingenieur- und Vermessungswesen das Institut für Strömungsmechanik  und übernahm in Nachfolge von Hermann Flessner die Abteilung Elektronisches Rechnen im Bauwesen, die zuvor am Institut für Massivbau durch Wolfgang Zerna mit einer Zuse Z22R ausgestattet war.
Hier wurden neue Algorithmen und Programmsysteme für Finite-Element-Modelle im Konstruktiven Ingenieurbau und in der Strömungsmechanik entwickelt. Von 1971 an wurden diese Aufgaben des Instituts in Lehre und Forschung von Jürgen Sündermann als Professor und Abteilungsvorsteher nachhaltig unterstützt, bis dieser einem Ruf an die Universität Hamburg folgte. Aufbauend auf den theoretischen Grundlagen der Mechanik/Statik und der Strömungsmechanik wurden Tensor- und Matrizenmethoden genutzt, um neue Finite-Elemente-Algorithmen mit leistungsfähigen Simulationswerkzeugen, wie dem Programmsystem MECCA, auf dem institutseigenen Telefunken-Rechner TR86 und auf den Control Data CYBER-Großrechnern des zentralen Hochschulrechenzentrums zu implementieren.
Dieter Withum war zusammen mit seinen Kollegen Herbert Billib und Walter Hensen Initiator und von 1970 bis 1974 Sprecher des DFG-Sonderforschungsbereiches 79 „Wasserforschung im Küstenbereich“ (1970–1982) an der TU Hannover, wie auch Leiter der Teilprojekte „Integrierte hydromechanisch-numerische Modelle für Küstengewässer, Tideflüsse und Grundwasserströmungen“ und die „Kopplung mathematischer und hydraulischer Modelle“ als hybrider experimenteller Laboraufbau.
Zusammen mit Alfred Führböter vom Franzius-Institut hat er in dieser Zeit den Großen Wellenkanal (GWK) als Zentrale Einrichtung der Technischen Universitäten Braunschweig und Hannover konzipiert, der 1983 in Betrieb genommen wurde.
In diesen Jahren entstanden unter Withums Betreuung eine ganze Reihe von innovativen Forschungsarbeiten,
die sich in zahlreichen Dissertationen von K.-P. Holz, K.-D. Ehlers,
U. Meißner, G. Grotkop, K.-W. Schulze, D. Könke, A. Beyer, H. Ebling, S. Gärtner, B. Herrling und H.-H. Hennlich
sowie in den Habilitationen von G. Rosemeier, U. Meißner und K.-P. Holz
manifestieren.
Wegen der notwendigen Rechnerleistung für die aufwendigen digitalen Simulationen großmaßstäblicher Naturphänomene war er auch schon frühzeitig maßgeblich an der Konzeption und Gründung des Regionalen Rechenzentrums für Niedersachsen (RRZ) beteiligt, das schließlich in 1971 an der TU Hannover unter der Leitung von Helmut Pralle eingerichtet wurde.
Seit 1966 pflegte er intensive Kontakte zur Hochschule für Architektur und Bauwesen Weimar und engagierte sich persönlich und auch mit seinen Mitarbeitern sehr für den Internationalen Kongress über „Anwendungen der Mathematik in den Ingenieurwissenschaften“ (IKM), der dort im regelmäßigen Turnus stattfand und ein wissenschaftliches Forum für den Austausch der Wissenschaften in Ost und West bot.
Im Jahre 1972 erhielt Withum einen Ruf auf den Lehrstuhl für Mechanik der Universität Innsbruck, den er allerdings wegen seiner umfangreichen Verpflichtungen in Hannover nicht annahm.
Zu Anfang des Jahres 1974 wurde er dann als Ordinarius auf den Lehrstuhl für Mechanik und Statik an die Hochschule der Bundeswehr München berufen und war Gründungsdekan der Fakultät für Bauingenieur- und Vermessungswesen. Mit tatkräftiger Unterstützung seines Kollegen Diethard Könke, seit 1975 Univ.-Professor für Baumechanik und Baustatik, gelang hier in kurzer Zeit der Aufbau der Fakultät und auch der Ausbau der neuen Studiengänge.
Beide bildeten gemeinsam das Institut für Mechanik und Statik und gründeten in der Folgezeit zusammen die Einrichtungen des Labors für Ingenieurinformatik, das von Könke später so benannt
und nach Withums Tod weiter betreut wurde. Sie rüsteten es von Anfang an mit einem modernen SIEMENS-Prozeßrechner R330 aus, um leistungsfähige numerische Simulationsverfahren für die Untersuchung komplexer Phänomene der Strukturmechanik zu entwickeln.
Mit dieser Einrichtung, dessen Laborleitung und inhaltliche Ausgestaltung Eberhard Pfeiffer als Akademischer Direktor übernommen hatte,
wurde bereits damals in Forschung und Lehre der Fakultät ein neuer Schwerpunkt für das Gebiet der Bauinformatik geschaffen. Damit wurden wichtige Entwicklungen ermöglicht, wie beispielsweise die Nutzung und Anwendung von Information-Retrieval-Werkzeugen, Fuzzy-Algorithmen für entscheidungsunterstützende Systeme, der neue Smoothed Particle Hydrodynamics SPH-Code SOPHIA und die Kopplung der Finite Elemente Methode FEM-Software mit dem SPH-Code.

## Schriften
- Literatur von und über Dieter Withum im Katalog der Deutschen Nationalbibliothek
- Die Kreiszylinderschale mit kreisförmigem Ausschnitt unter Schubbeanspruchung. Ingenieur-Archiv 26, 6, S. 435–446, Springer 1958.
- Berechnung von Platten nach dem Ritzschen Verfahren mit Hilfe dreieckförmiger Maschennetze. TH Hannover, Mitteilungen des Instituts  für Statik, Nr. 9, 1966.
- Eine problemorientierte Sprache zur elektronischen Berechnung räumlicher Stabwerke (RASTA). TH Hannover, Mitteilungen des Instituts für Statik, Nr. 11, 1966.
- Berechnung räumlicher Stabtragwerke. Bauingenieur 41, S. 476–484, 1966.
- Recursive Computations of Space Frameworks. International Symposium on the Use of Computers in Structural Engineering, Newcastle 1966.
- Die Biegefläche und Lagerreaktionen einer freigelagerten Platte. ZAMM 46, S1, S. T179–T180, 1966. https://doi.org/10.1002/zamm.19660469077
- Die allseits freigelagerte quadratische Platte unter Einzellast. ZAMM 47, 4, S. 239–250, 1967.  https://doi.org/10.1002/zamm.19670470405
- Elektronische Berechnung ebener und räumlicher Sicker- und Grundwasserströmungen durch beliebig berandete, inhomogene anisotrope Medien. TH Hannover, Mitteilungen des Instituts für Wasserwirtschaft und landwirtschaftlichen Wasserbau, Heft 10, S. 178–233, 1967.
- mit O. Mahrenholtz: Zur Berechnung der Lehrbelastung wissenschaftlicher Hochschulen, TU Hannover, TIB, 1969.
- mit K.-P. Holz: Berechnung der Dynamik gezeitenerzeugter Wellen mit der Methode der Finiten Elemente. Mitteilungen des Instituts für Statik, Festschrift zum 65. Geburtstag von Prof. Dr.-lng. habil. A. Pflüger, Technischer Bericht, Institut für Strömungsmechanik, TU Hannover, S. 93–100, 1977.
- mit K.-P. Holz, U. Meissner: Finite Element Formulations for Tidal Wave Analysis. Computer Methods in Applied Mechanics and Engineering  17/18, p. 699–716, 1979.